# Manfred Walther
Manfred Walther (* 24. September 1948 in Parchim) ist ein ehemaliger deutscher Politiker (DDR-CDU, ab 1990 CDU). Er war 1990 Staatssekretär und der letzte amtierender Justizminister der DDR.

## Leben
Nach seiner Berufsausbildung mit Abitur war Walther als Elektromechaniker in Ost-Berlin tätig und studierte später bis 1974 in Halle (Saale) Jura. Anschließend arbeitete er als Jurist in Verwaltung und Wirtschaft. Walther war zu Beginn der friedlichen Revolution in der DDR Rechtsanwalt in Lübben (Spreewald).
Nach der deutschen Wiedervereinigung ließ er sich als Partner einer Krefelder Anwaltssozietät als Rechtsanwalt und Notar in Berlin nieder. Das Notaramt endete mit dem Erreichen der gesetzlichen Altersgrenze von 70 Jahren. Walther war Mitherausgeber der Zeitschrift Neue Justiz. Walther ist verheiratet und hat eine Tochter.

## Politik
1968 trat Walther der DDR-Blockpartei CDU bei, wo er Mitglied mehrerer Kreisvorstände war. In der Regierung de Maizière war er ab 30. Mai 1990 Staatssekretär im Ministerium der Justiz und vom 16. August 1990 bis 2. Oktober 1990 kommissarischer Minister der Justiz. Danach saß er von 1990 bis 1994, eingezogen über die Landesliste, im Landtag von Brandenburg, wo er stellvertretender Fraktionsvorsitzender war.
Im Februar 2012 wurde bekannt, dass Walther von 1980 bis 1982/83 als „IM Freddy“ beim Ministerium für Staatssicherheit der DDR geführt wurde.